# Neyssa Étienne
Neyssa Étienne (ur. 31 października 1983 w Port-au-Prince) – haitańska tenisistka, olimpijka.
W wieku 17 lat wzięła udział w igrzyskach olimpijskich w Sydney. Odpadła w pierwszej rundzie, przegrywając z Chorwatką Silviją Talają 1:6, 0:6. Najwyższe pozycje zajmowane przez nią w rankingach to 397. miejsce w singlu (15 września 2003) i 492. w deblu (7 października 2002). Jej największym sukcesem jest finał juniorskiego French Open 2001 w deblu. Razem z Annette Kolb przegrały z parą Petra Cetkovská/Renata Voráčová 3:6, 6:3, 3:6.

## Finały juniorskich turniejów wielkoszlemowych

### Gra podwójna (1)
| Końcowy wynik | Rok  | Turniej     | Nawierzchnia | Partnerka    | Przeciwniczki                   | Wynik finału  |
| Finalistka    | 2001 | French Open | Ceglana      | Annette Kolb | Petra Cetkovská Renata Voráčová | 3:6, 6:3, 3:6 |